# Sims (Illinois)
Sims és una població dels Estats Units a l'estat d'Illinois. Segons el cens del 2000 tenia 273 habitants.

## Demografia
Segons el cens del 2000, Sims tenia 273 habitants, 102 habitatges, i 77 famílies. La densitat de població era de 87,8 habitants/km².
Dels 102 habitatges en un 34,3% hi vivien nens de menys de 18 anys, en un 52% hi vivien parelles casades, en un 19,6% dones solteres, i en un 24,5% no eren unitats familiars. En el 17,6% dels habitatges hi vivien persones soles el 6,9% de les quals corresponia a persones de 65 anys o més que vivien soles. El nombre mitjà de persones vivint en cada habitatge era de 2,68 i el nombre mitjà de persones que vivien en cada família era de 3.
Per edats la població es repartia de la següent manera: un 27,8% tenia menys de 18 anys, un 7,7% entre 18 i 24, un 34,1% entre 25 i 44, un 20,9% de 45 a 60 i un 9,5% 65 anys o més.
L'edat mediana era de 32 anys. Per cada 100 dones de 18 o més anys hi havia 93,1 homes.
La renda mediana per habitatge era de 22.083 $ i la renda mediana per família de 21.625 $. Els homes tenien una renda mediana de 22.222 $ mentre que les dones 13.542 $. La renda per capita de la població era de 10.870 $. Aproximadament el 28,6% de les famílies i el 31% de la població estaven per davall del llindar de pobresa.

## Poblacions més properes
El següent diagrama mostra les poblacions més properes.